# Myrmica samnitica
Myrmica samnitica är en myrart som beskrevs av Maurizio Mei 1987. Myrmica samnitica ingår i släktet rödmyror, och familjen myror. IUCN kategoriserar arten globalt som sårbar. Inga underarter finns listade i Catalogue of Life.